# Dmytro Sorokin
Dmytro Mykolajovyč Sorokin (in ucraino Дмитро Миколайович Сорокін?) (14 luglio 1988) è un giocatore di calcio a 5 ucraino.

## Carriera
Fratello minore di Oleksandr, nel 2008 partecipa con la nazionale maschile under 21 di calcio a 5 dell'Ucraina al primo e unico campionato europeo di categoria, contribuendo al raggiungimento della semifinale. In seguito, ha preso parte con la nazionale maggiore a tre campionati europei e a due Coppe del Mondo.

## Palmarès
- Campionato ucraino: 4
Lokomotyv Charkiv: 2012-13, 2013-14, 2014-15
Prodeksim: 2019-20
- Coppa d'Ucraina: 4
Lokomotyv Charkiv: 2008-09, 2015-16, 2016-17
Prodeksim: 2020-21
- Supercoppa ucraina: 5
Lokomotyv Charkiv: 2013, 2014, 2015, 2016
Prodeksim: 2021
- Campionato serbo: 2
Ekonomac: 2017-18, 2018-19
- Coppa di Serbia: 2
Ekonomac: 2017-18, 2018-19
- Campionato estone: 1
Cosmos Tallinn: 2021-22